# Захреддин, Иссам
Иссам Захреддин (араб. عصام زهر الدين‎, другие варианты транскрипции Захер Эльдин и Захер Аль-Дин; 9 сентября 1961, Эс-Сувайда, Сирия — 18 октября 2017, Дайр-эз-Заур (Дейр-эз-Зор), Сирия) — сирийский военачальник, генерал-майор Республиканской гвардии Сирии, сыгравший значительную роль в гражданской войне в Сирии в качестве руководителя правительственных вооружённых сил Сирийской Арабской Республики на ряде фронтов.

## Биография
Иссам Захреддин родился в 1961 году в деревне Тарба мухафазы Эс-Сувайда и по рождению являлся членом друзской религиозной общины.
В 1980—1982 годах служил в народном ополчении партии Баас и обучался в военном училище. После выпуска в 1982 году в звании лейтенанта начал службу в роте специального назначения воздушно-десантных войск. В 1987 году за усердие, преданность и таланты получил назначение офицером бронетанковых сил в формировавшуюся Республиканскую гвардию.

### Гражданская война в Сирии
5 июля 2012 года бригадный генерал Захреддин был назначен командиром одной из наиболее элитных частей сирийской армии — расквартированной в Дамаске 104-й бригады Республиканской гвардии, которую до него возглавлял бригадный генерал Манаф Тлас, перешедший на сторону сирийской оппозиции и бежавший из страны. Бригада с июня участвовала в подавлении массовых протестов в пригородах Дамаска — Думе и Харасте. Международная организация Human Rights Watch считает Захреддина ответственным за массовые избиения людей, имевшие место в этот период. Согласно отчёту этой организации за декабрь 2011 года, бригадный генерал лично отдавал приказы на силовое подавление протестов, а также принимал участие в избиениях задержанных. В то же время сам Захреддин заявлял, что ввод его бригады в Харасту позволил положить конец творившимся там беспорядкам. Оппозиционная пресса того времени называла его «друзским зверем». С середины 2012 года гвардейские части стали привлекаться к борьбе с отрядами сирийской вооружённой оппозиции в окрестностях столицы, а позднее — в качестве подкрепления армейских частей на севере и востоке страны.
В 2013 году Захреддин получил звание генерал-майора. В ходе боёв в провинции Алеппо Захреддину было поручено руководить наступлением правительственных войск на Анадан, однако в связи с гибелью в октябре 2013 года генерал-майора Джамаа Джамаа он и его подчинённые были направлены в Дайр-эз-Заур (Дейр-эз-Зор) для усиления остатков местного гарнизона. Здесь генералу удалось остановить наступление оппозиции, однако в апреле 2014 года силы оппозиции были вытеснены из провинции наступавшими с территории Ирака формированиями ИГИЛ, так что город оказался в окружении.
Защитники города держались с исключительной стойкостью, несмотря на тяжелейшие условия, нехватку продовольствия и боеприпасов, постоянные обстрелы. В ходе обороны генерал приобрёл очень высокую популярность среди солдат, регулярно выезжая на линию фронта и действуя в боях рядом со своими солдатами. Высоким авторитетом генерал пользовался и у жителей осаждённого города.
5 сентября 2017 года после прорыва блокады города Башар Асад в телефонном разговоре выразил поздравления Иссаму Захреддину, Рафику Шахаде и Хасану Мухаммаду, командовавшим прорывом. Пользуясь случаем, генерал Захреддин призвал сирийских беженцев не возвращаться, так как страна «…не забудет и не простит того, что они сделали». Позднее он уточнил, что имел в виду только тех из них, кто сражался против правительственных войск.
В середине октября, вернувшись из Эс-Сувайды, где генерал провёл краткосрочный отпуск, Захреддин возглавил наступление близ населённого пункта Хувейджат Сакр (северо-восточные предместья административного центра провинции). 18 октября он погиб, подорвавшись на мине. Мина была установлена у дороги и сработала, когда автомобиль генерала проезжал мимо.
Прощание с Захреддином состоялось 20 октября в Эс-Сувайде при большом скоплении людей.
После смерти в мухафазе Эс-Сувайда в честь Захреддина был возведен мавзолей.

## Семья
Иссам Захреддин был женат. Его старший сын, Яроб, на момент гибели отца командовал батальоном Республиканской гвардии в Дайр-эз-Зауре (Дейр-эз-Зоре). Ещё один сын — известный в Сирии певец-исполнитель. Также у генерала осталась дочь.

## Оценки
Захреддин являлся одним из наиболее известных и высокопоставленных представителей друзской общины Сирии, сражавшихся в ходе гражданской войны на стороне правительственных сил, за что подвергался критике других представителей этой общины — в частности, лидер ливанских друзов Валид Джумблат обвинял Захреддина в «войне против собственного народа». На встрече духовных лидеров друзской общины в Эс-Сувайде в феврале 2013 года Захреддина назвали «заслуживающим смерти», осудив насилие с обеих сторон конфликта. После публичной анафемы священников генерал Захреддин превратился в лидера той части сирийских друзов, которые хотели бы более светского уклада жизни.
Благодаря высокому авторитету Захреддина на сторону правительства перешли многие представители друзской общины, в том числе три друзских религиозных лидера — уккаль. В начале сентября 2015 года Захреддин со старшим сыном посетил похороны видного деятеля друзской общины — шейха Вахида аль-Балуса, убитого за поддержку сирийского правительства.